# Cisco Career Certifications
Cisco Career Certifications is het trainingsprogramma en certificering van Cisco en wordt wereldwijd erkend als de industriestandaard voor netwerkontwerp en -ondersteuning. De statussen zijn persoonsgebonden. De certificaten kunnen gehaald worden door middel van examens waarvoor eventueel door Cisco georganiseerde cursussen gevolgd kunnen worden.

## Overzicht certificatiemogelijkheden
| Certificatierichting        | Entry Certifications | Associate | Professional                     | Expert (CCIE)                    | Architect |
| --------------------------- | -------------------- | --------- | -------------------------------- | -------------------------------- | --------- |
| Routing & Switching         | CCENT                | CCNA      | CCNP Routing & Switching         | CCIE Routing & Switching         |           |
| Netwerkbeveiliging          |                      |           | CCNP Security                    | CCIE Security                    |           |
| Service Provider            |                      |           | CCNP Service Provider            | CCIE Service Provider            |           |
| Service Provider Operations |                      |           | CCNP Service Provider Operations | CCIE Service Provider Operations |           |
| Voice                       |                      |           | CCNP Voice                       | CCIE Voice                       |           |
| Video                       |                      |           | CCNP Video                       | CCIE Video                       |           |
| Wireless                    |                      |           | CCNP Wireless                    | CCIE Wireless                    |           |
| Datacenter                  |                      |           | CCNP Data Center                 | CCIE Data Center                 |           |
| Design                      |                      |           | CCDP                             | CCDE                             | CCAr      |

## Associate

### CCNA (Cisco Certified Network Associate)
Een Cisco Certified Network Associate, afgekort CCNA is een gecertificeerd persoon bij Cisco Systems. Het certificaat wordt door veel bedrijven gezien als een indicatie voor het niveau van praktische netwerkkennis. Het certificaat is echter maar 3 jaar geldig en kan op volgende manieren vernieuwd worden:
- Opnieuw het CCNA-examen afleggen (ICND1 + ICND2)
- Het ICND2-examen afleggen
- Een Cisco Specialist-examen afleggen
- CCIE-certificatie behalen

Tot en met 11/06/2007 bestond de CCNA opleiding uit de volgende 2 delen:
1. INTRO: Introduction to Cisco Networking Technologies
2. ICND: Interconnecting Cisco Networking Devices

Na 11/06/2007 is dit echter veranderd naar:
1. ICND1: Interconnecting Cisco Networking Devices part 1
2. ICND2: Interconnecting Cisco Networking Devices part 2

Het certificaat kan behaald worden door ofwel één examen af te leggen voor beide delen, ofwel 2 examens (1 per deel). Het zijn meerkeuzevragen waarvan het overgrote deel de theorie toetst, enkele vragen zijn praktische netwerksimulaties waarin opdrachten uitgevoerd moeten worden. Bij een score van circa 825 van de 1000 punten is de kandidaat geslaagd voor het examen.
Het CCNA-certificaat is de eerste trap in het Cisco trainingsprogramma. Een kandidaat kan ervoor kiezen om zich CCNP en vervolgens CCIE te laten certificeren.
Het curriculum bestaat uit basiskennis van bekabeling, het OSI-model, IP, routing protocollen, IP-adressering, subnetting, accesslists, frame relay, VLANs en algemene configuratie van routers en switches.

### CCDA (Cisco Certified Design Associate)
Om dit certificaat te behalen raadt Cisco aan om de cursus DESGN (Designing for Cisco Internetwork solutions) te volgen. Deze cursus focust op het ontwerpen en bedenken en niet op het eigenlijke installeren en beheren van een netwerk, en is dus voornamelijk theoretisch van aard.

## Professional
Om een Professionalcertificaat te kunnen behalen moet de kandidaat een geldig CCNA-certificaat in zijn bezit hebben. Het certificaat is eveneens 3 jaar geldig. Om dit te vernieuwen moet men opnieuw slagen voor een van de Professionalexamens, of slagen voor het CCIE-examen.

### CCNP (Cisco Certified Network Professional)
Met een CCNP-certificaat is men in staat om een LAN of WAN van minstens 500 nodes te installeren, configureren en onderhouden.
Het huidige CCNP-curriculum bestaat uit:
1. ROUTE: Implementing Cisco IP Routing
2. SWITCH: Implementing Cisco IP Switched Networks
3. TSHOOT: Troubleshooting and Maintaining Cisco IP Networks

Het 
CCNP was vernieuwd op 31 juli 2010, het oude examen bestond uit;
1. BSCI: Building Scalable Cisco Internetworks
2. BCMSN: Building Cisco Multilayer Switched Networks
3. ISCW: Implementing Secure Converged Wide Area Networks
4. ONT: Optimizing Converged Cisco Networks

Het was, net zoals bij CCNA, mogelijk om per module examen te doen. Een ander optie was om BSCI en BCMSN samen te nemen, voor ISCW en ONT moest men echter altijd een afzonderlijk examen doen.

### CCIP (Cisco Certified Internetwork Professional)
Het CCIP-certificaat is vooral toegespitst op professionals die werkzaam zijn bij een Internetprovider. De nadruk ligt vooral bij IP routing, QoS, BGP en MPLS.
CCIP is opgedeeld in volgende modules:
1. BSCI of BSCI + BCMSN
2. QOS: Implementing Cisco Quality of Service
3. BGP: Configuring BGP on Cisco Routers
4. MPLS: Implementing Cisco MPLS

Men kan ofwel per module examen doen, ofwel BGP en MPLS samenvoegen.

### CCDP (Cisco Certified Design Professional)
De rechtstreekse 'vervolgopleiding' van CCDA. Dit certificaat stelt de persoon in staat om geavanceerde en meerlagige netwerken te ontwerpen en te bediscussiëren. Een extra voorwaarde is dat zowel het CCNA- én het CCDA-certificaat in het bezit van de kandidaat moeten zijn.
Modules:
1. BSCI
2. BCMSN
3. ARCH: Designing Cisco Network Service Architectures

Eens te meer kan men ofwel per module examen doen, of men kan BSCI en BCMSN samen nemen.

### CCSP (Cisco Certified Security Professional)
Bij het CCSP-certificaat ligt de nadruk vooral op het beveiligen van netwerken.
Modules:
1. SND: Securing Cisco Network Devices
2. SNRS: Securing Networks with Cisco Routers and Switches
3. SNPA: Securing Networks with PIX and ASA
4. IPS: Implementing Cisco Intrusion Prevention System
5. Naar keuze:
  1. HIPS: Securing Hosts Using Cisco Security Agent
  2. CANAC: Implementing Cisco NAC Appliance
  3. MARS: Implementing Cisco Security Monitoring, Analysis and Response System
  4. CSVPN: Cisco Secure Virtual Private Networks

### CCVP (Cisco Certified Voice Professional)
Hierbij ligt de nadruk op Voice over IP en aanverwante onderwerpen.
Modules:
1. QOS: Quality of Service
2. CVOICE: bestaande uit:
  1. CVOICE: Cisco Voice over IP
  2. CVF: Cisco Voice over IP Fundamentals
3. TUC: Troubleshooting Cisco Unified Communications Systems
4. CIPT: Cisco IP Telephony
5. GWGK: Implementing Cisco Voice Gateways and Gatekeepers

## Expert

### CCIE (Cisco Certified Internetwork Expert)
Dit was Cisco's hoogste niveau van "Career Certification", totdat de Cisco Certified Architect in 2009 werd geïntroduceerd. CCIE is het in de industrie meest gewaardeerde certificaat. Minder dan 3% van alle Cisco gecertificeerde professionals behalen effectief hun CCIE certificaat. De nadruk ligt bij dit certificaat veel meer op praktische ervaring, en in mindere mate op puur theoretische kennis. Het examen bestaat daarom ook uit 2 delen, het eerste deel is een schriftelijk examen van ongeveer 2 uur, het tweede deel is een praktisch lab dat ongeveer 8 uur duurt. Het praktisch lab examen kan slechts op een beperkt aantal locaties gedaan worden. Binnen Europa is deze locatie Brussel. Ook bij CCIE kan men kiezen waarop men de nadruk legt:
- CCIE Routing & Switching
- CCIE Network Security
- CCIE Service Provider
- CCIE Service Provider Operations
- CCIE Storage Networking
- CCIE Voice
- CCIE Wireless
- CCIE Data Center

### CCDE
Het CCDE certificaat is het Expert Certificaat waarin de nadruk ligt op ontwerp en architectuur principes voor grote netwerken.

## Architect Certification

### Cisco Certified Architect
In 2009 is door Cisco een nieuw niveau toegevoegd, Cisco Certified Architect. Dit is het hoogste accreditatieniveau. In het examen moet mondeling een ontwerp worden verdedigd voor een Cisco-aangewezen examen comité.

## Specialist
Naast de standaard certificaten zijn er nog heel wat specialisaties die zich toespitsen op één welbepaald onderwerp. Minstens een CCNA of CCDA certificaat is nodig om deze te kunnen behalen.